# St. Johannes der Täufer (Schwand bei Nürnberg)

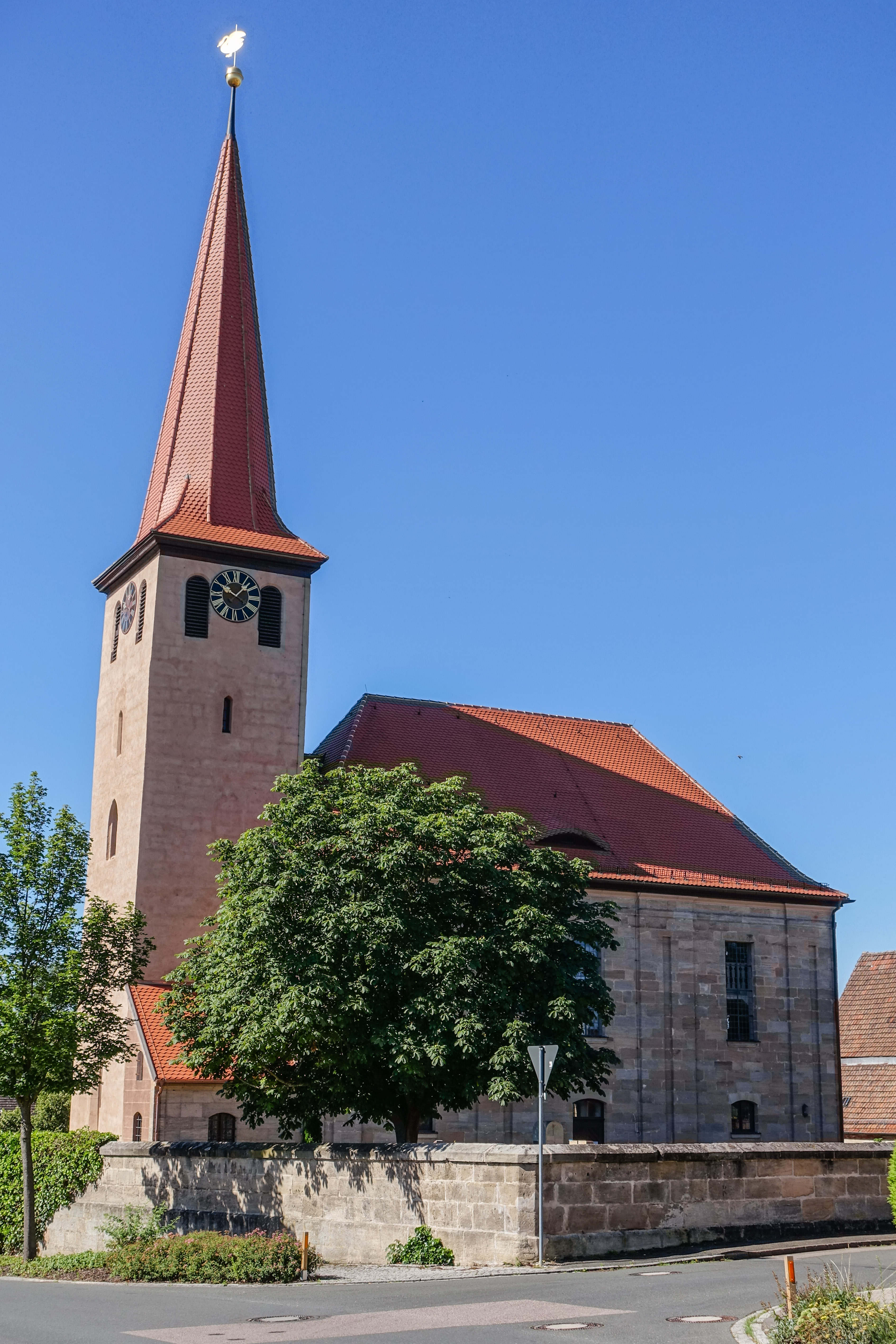
St. Johannes der Täufer (Schwand bei Nürnberg)

Die denkmalgeschützte, evangelisch-lutherische Pfarrkirche St. Johannes der Täufer steht in Schwand bei Nürnberg, einem Gemeindeteil des Marktes Schwanstetten im Landkreis Roth (Mittelfranken, Bayern). Die Kirche ist unter der Denkmalnummer D-5-76-132-34 als Baudenkmal in der Bayerischen Denkmalliste eingetragen. Die Pfarrei gehört zum Dekanat Schwabach im Kirchenkreis Nürnberg der Evangelisch-Lutherischen Kirche in Bayern.

## Geschichte
Bischof Otto von Eichstätt weihte im Jahr 1186 in Schwand eine erste Holzkirche, die eine Filialkirche der Urpfarrei Pfaffenhofen darstellte. Als sie baufällig und zu klein geworden war, wurde diese Holzkirche abgerissen. Um 1450 entstand eine spätgotische Wehrkirche aus Sandstein, auch der Friedhof wurde zu dieser Zeit mit einer Mauer umgeben. Das Kirchenschiff war bei diesem spätgotischen Gotteshaus nördlich an den Turm angebaut. Die unteren drei Turmgeschosse stammen noch aus dieser Bauzeit und zeugen von der einstigen „Wehrhaftigkeit“ der Kirche.
1468 stiftete der Nürnberger Patrizier Wilhelm Löffelholz, der 1442 Schwand für 33 Jahre von den Hohenzollern gepachtet hatte, eine Frühmesse (fünfmal wöchentlich) zu Ehren Johannes des Täufers, der Jungfrau Maria, sowie des Hl. Sebald und Hl. Wolfgang. Diese Stiftung wurde vom Eichstätter Bischof Wilhelm von Reichenau bestätigt. Es ist wahrscheinlich, dass Löffelholz ebenfalls den Kirchenneubau in den 1450er Jahren stiftete.
Die Kirche stellte nun eine Filiale der Pfarrei Roth dar, bis Schwand 1502 den Status einer eigenen Pfarre erhielt. Allerdings musste die Kirchengemeinde dem Rother Pfarrer jährlich 20 Gulden als Ersatz für den Ausfall seiner Einkünfte zahlen. Luthers reformatorische Thesen fanden nach 1517 rasch auch Anklang in Schwand und die Gemeinde war nicht mehr gewillt, die Zahlung an den „Rother Papisten“ zu leisten. In Folge der Zahlungsweigerung wurde die Pfarrei 1524 aufgelöst und Schwand erneut eine Rother Tochterkirche. Fortan wurden wieder (katholische) Kapläne für die Frühmesse geschickt. Ab 1526 war dies Johann Hufeisen († 1562, aus Schwabach, zuletzt Pfarrer in Röthenbach b. St. Wolfgang), der in Wittenberg studiert hatte und ein Anhänger des Luthertums war, weswegen er die Reformation in Schwand einführte. 1537 kam es zur endgültigen Loslösung von Roth und die eigene, nunmehr protestantische Pfarrei Schwand wurde wiedergegründet mit Hufeisen der erste evangelische Pfarrer.
Während des Schmalkaldischen Krieges 1547 brannte die Kirche nieder, wurde allerdings innerhalb von einem Jahr wieder aufgebaut. Da die kleine spätgotische Wehrkirche für die angewachsene Pfarrgemeinde nicht mehr genug Platz bot, war ein Neubau notwendig geworden. Johann David Steingruber wurde von Markgraf Karl Wilhelm Friedrich mit dem Neubau beauftragt. Dieser entstand von 1751 bis 1753, hierbei wurde ein neues Kirchenschiff nun an die Westseite des Turms, der bestehen blieb, angebaut. Die drei gotischen Altäre (Hauptaltar für Johannes den Täufer, Seitenaltäre für Hl. Barbara und Hl. Katharina) mit Holzbildwerken aus Nürnberger Werkstätten wurden 1753 verkauft. Das Geld für den Kirchenneubau mussten die Schwander selbst aufbringen. 1764 ersetzte man die bisherigen Kirchenstühle durch neue, mit einer festen Sitzordnung, hierbei wurden die drei Gitterstühle für die Honoratiorenfamilien des Ortes eingebaut. 1842 sowie 1981–1983 wurde das Kircheninnere renoviert, 2015–2020 erfolgte eine Sanierung des Mauerwerks.

## Beschreibung

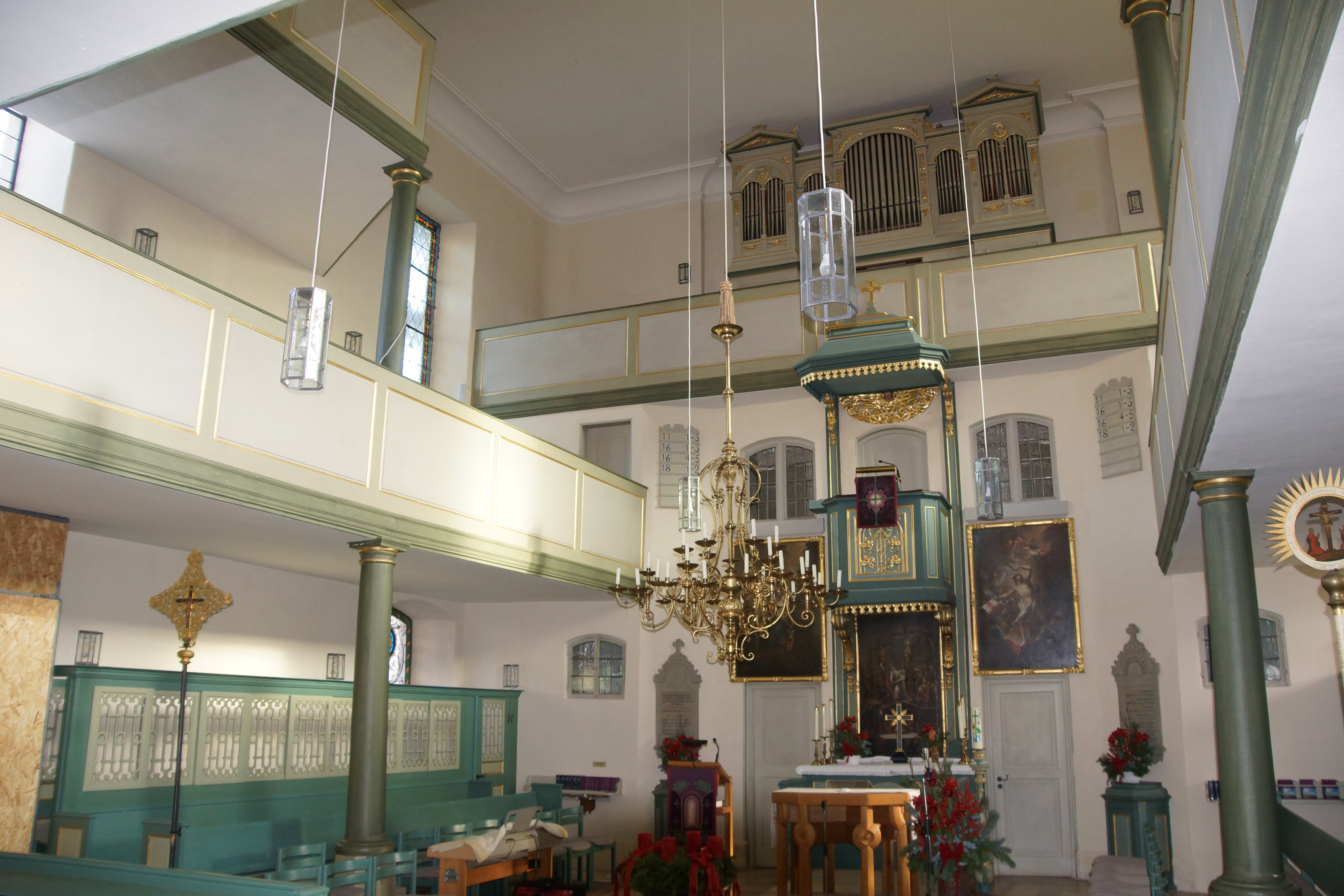
Das Innere der Kirche mit dem Kanzelaltar.

Die Predigtkirche erhielt 1753 ein zweigeschossiges, mit einem Walmdach bedecktes Langhaus aus Quadermauerwerk im Markgrafenstil nach einem Entwurf von Johann David Steingruber. Die Wände sind mit doppelten Pilastern gegliedert. Die unteren Geschosse des ehemaligen Chorturms sind mittelalterlich. Er wurde im 18. Jahrhundert mit einem Geschoss aufgestockt, das die Turmuhr und den Glockenstuhl beherbergt, und mit einem achtseitigen Knickhelm bedeckt.
Der mit einer Flachdecke überspannte Innenraum des Langhauses ist mit zwei umlaufenden Emporen, die von Säulen getragen werden, ausgestattet. Die Kirchenausstattung stammt aus der Bauzeit. Die Orgel mit 13 Registern, zwei Manualen und einem Pedal wurde 1983 von Deininger & Renner gebaut. Der Prospekt stammt noch von der ersten Orgel der Kirche, die 1894 eingebaut und von Johannes Strebel aus Nürnberg gefertigt wurde.

## Ausstattung

### Kanzelaltar
Dem Markgrafenstil entsprechend liegen Altar, Kanzel und Orgel übereinander. Die Gemälde des Altarretabels wurden vom Schneyer Maler Georg Albrecht Meuser (1711–1784) geschaffen und zeigen links die Geburt, mittig die Kreuzigung (auf demselben Bild darunter das Abendmahl) und rechts die Auferstehung Jesu Christi. Die Gemälde – wie auch eine Glocke – sind eine Stiftung des Bäckermeisters Simon Premser.

### Weitere Gemälde und Glasfenster
Im hinteren Teil des Kirchenschiffes befinden sich an den gegenüberliegenden Wänden zwei Bildpaare. Zum einen ist dies Luther (von Johann Georg Rögner) sowie Melanchthon (Künstler unbekannt) und zum anderen eine Kopie von Albrecht Dürers Vier Apostel (Künstler unbekannt). An der Westseite der Emporenbrüstung des zweiten Geschosses befindet sich des Weiteren ein Gemälde mit dem Wappen der Ansbacher Markgrafen. Das Wappen, wie auch jenes über dem Südportal, zeugt von der bedeutenden Vergangenheit Schwands unter den Hohenzollern.

Die hohen und hellen Fenster des Saalbaus prägen den Innenraum. Sie sind teilweise farbig gefasst, unter anderem befindet sich an der Südseite das sogenannte Martha und Maria-Fenster, das 1905 von Christoph Schuler gestaltet wurde. Ein weiteres bedeutendes Glasfenster ist das Johannesfenster der Turmkapelle, von Walter Habdank 1982 geschaffen. In der Turmkapelle befindet sich auch ein Holztafelgemälde aus dem 17. Jahrhundert, das die Kreuzigung zusammen mit einem Vogelnest darstellt, vermutlich diente es als Retabel des vorherigen Baus.

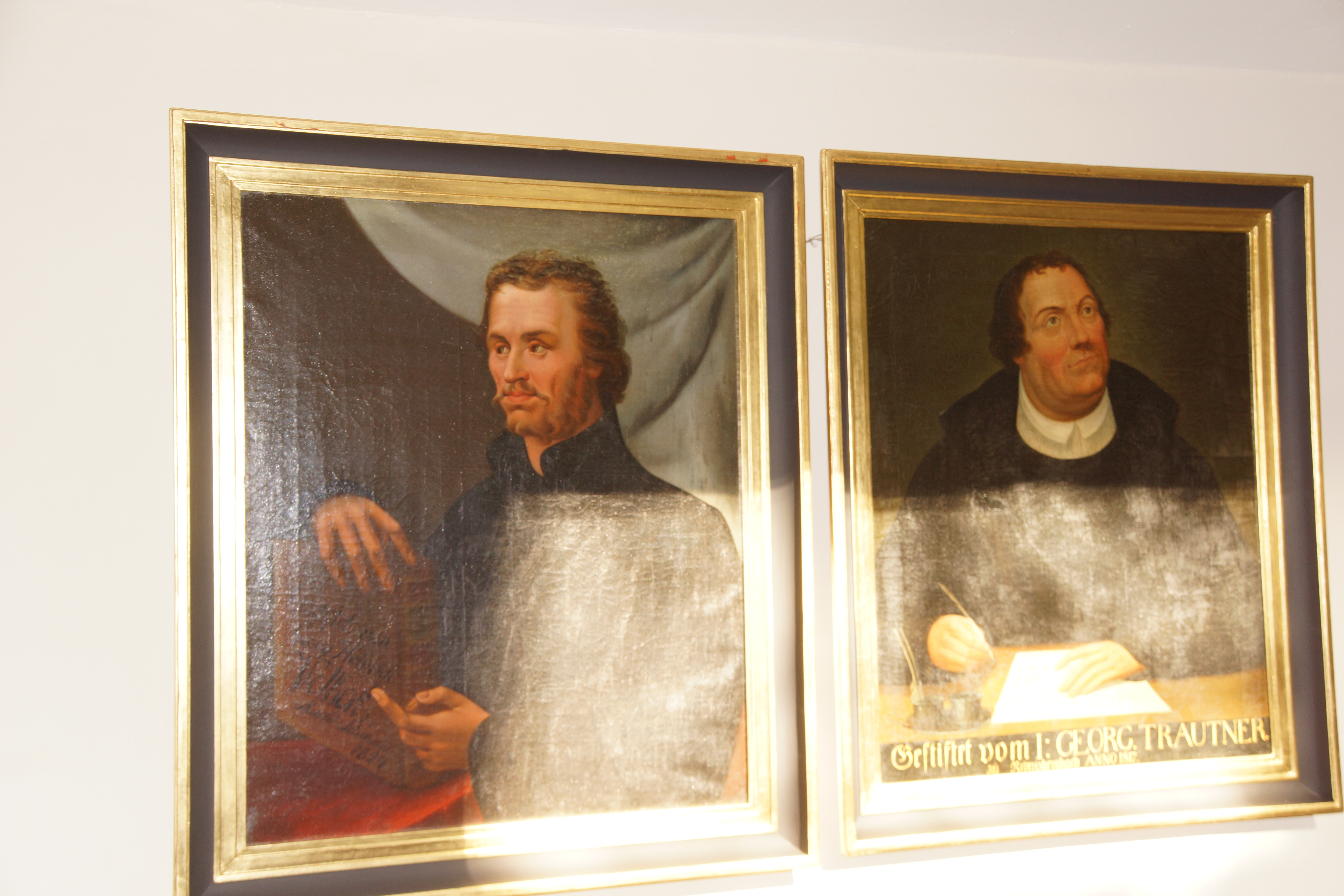
Melanchthon und Luther
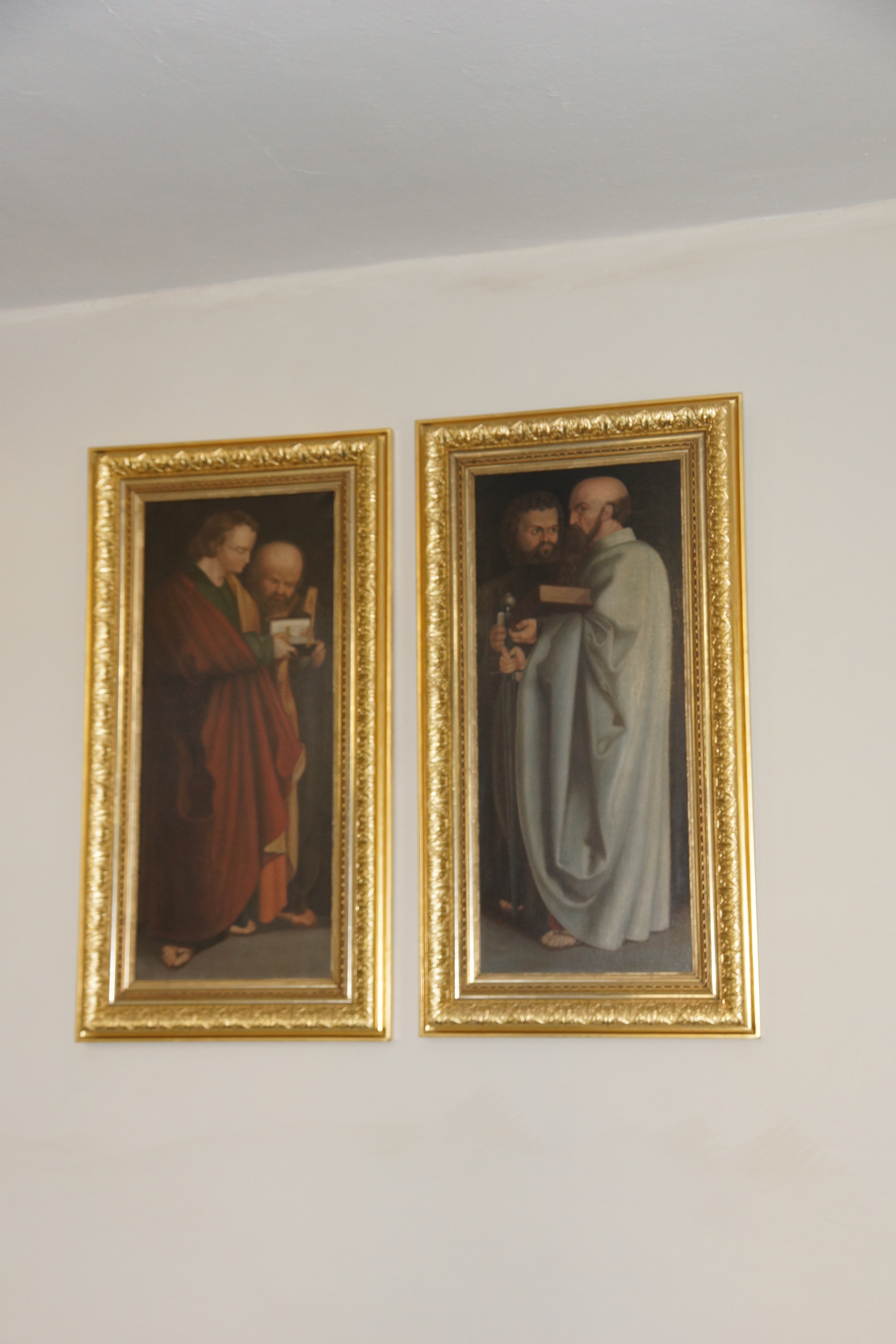
Kopie der Vier Apostel
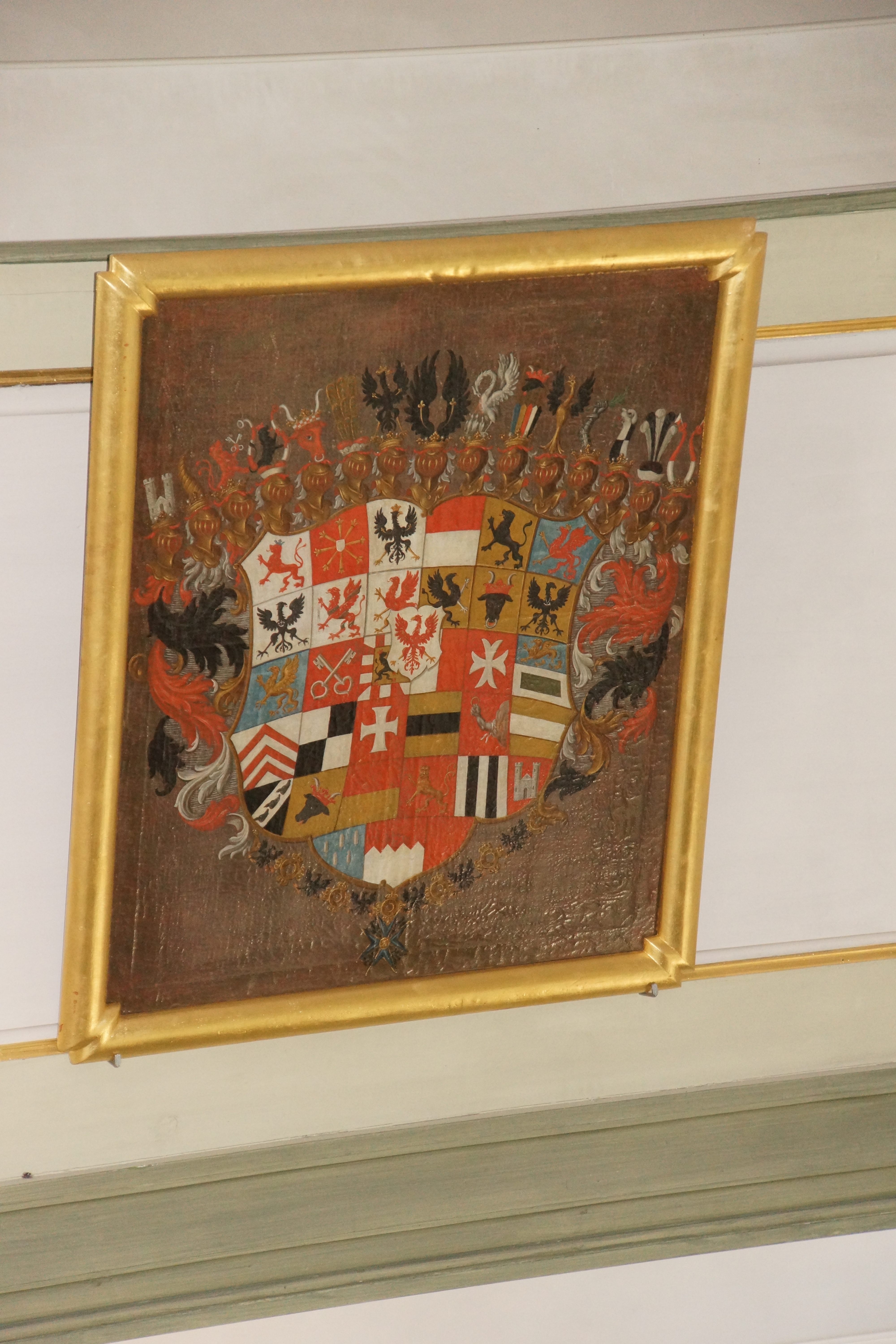
Markgräfliches Wappen
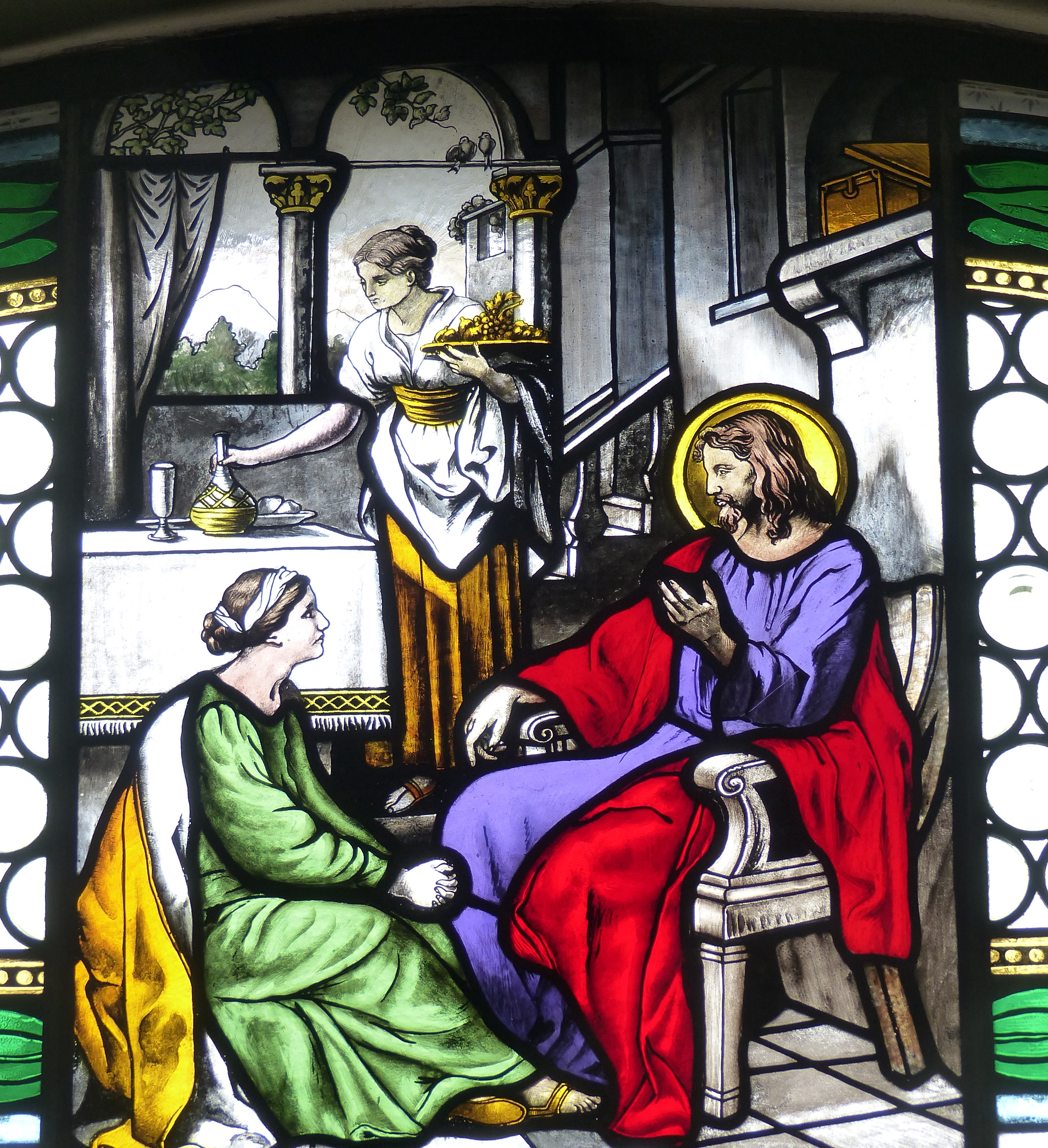
Martha und Maria-Fenster
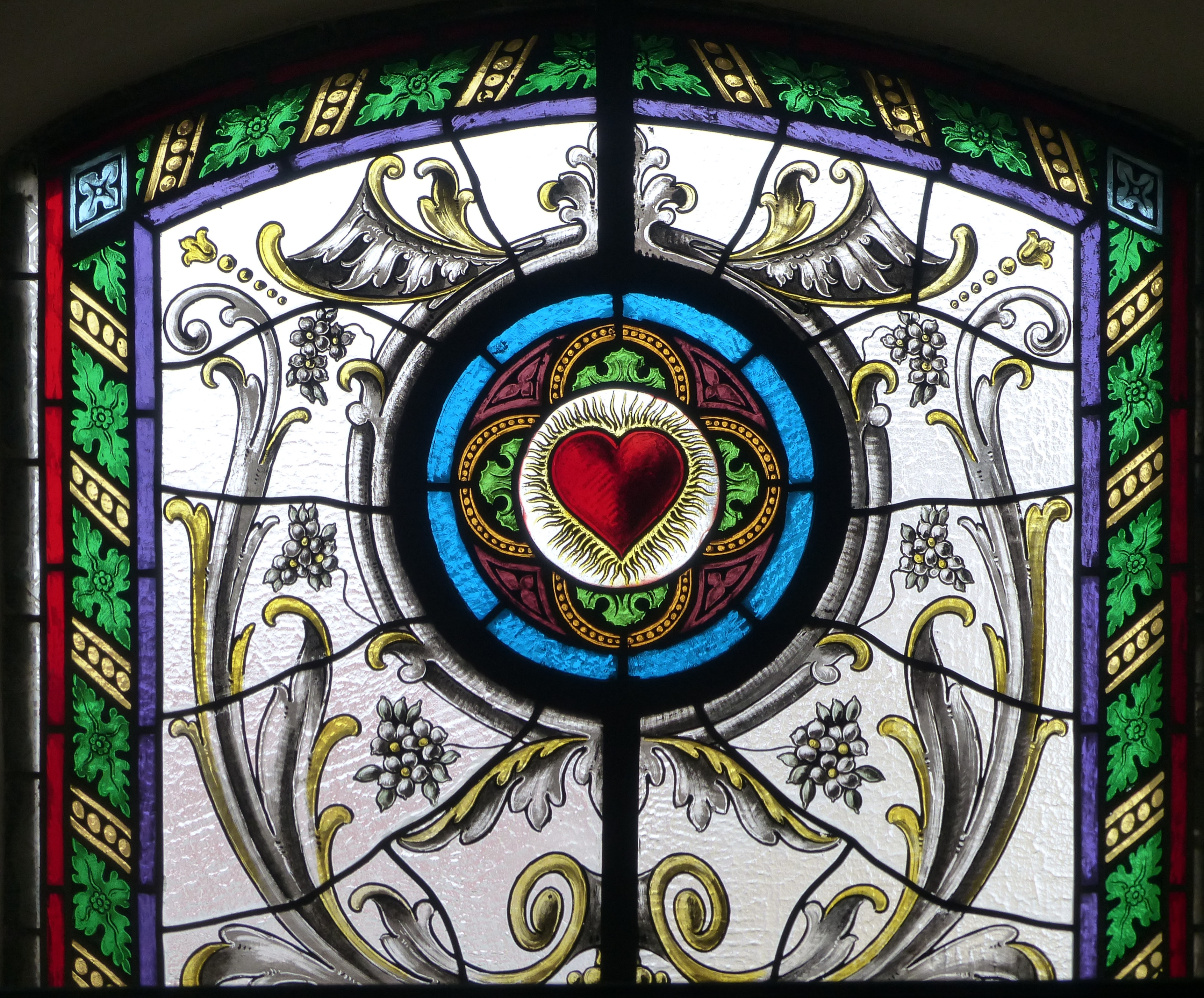
Lutherrose (über Westportal)

### Taufstein

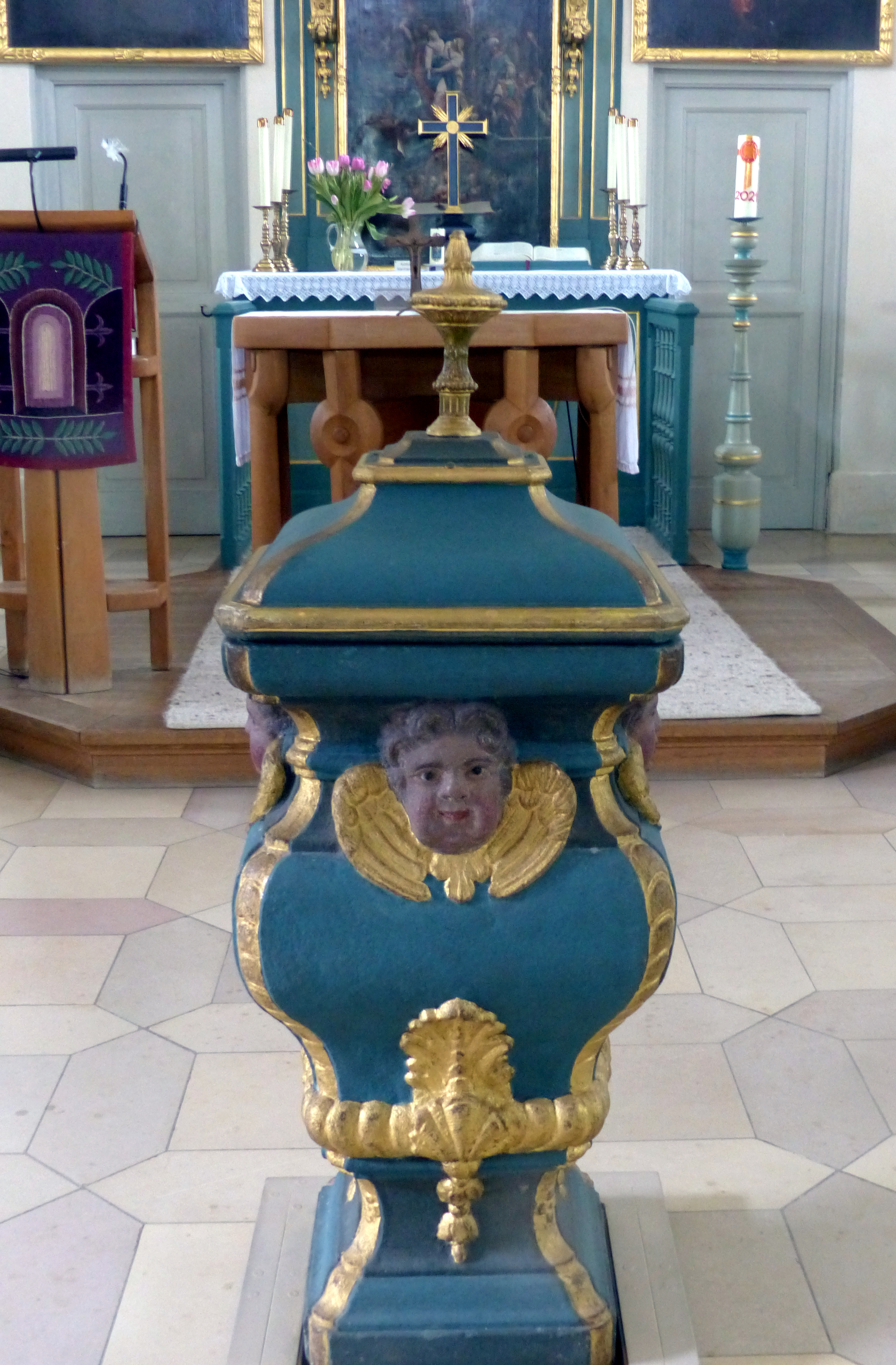
Der Taufstein

Der türkisfarbene Taufstein ist in Form einer barocken, vierkantigen Balusterschale gestaltet, an deren Seiten je ein Puttengesicht herausgearbeitet ist. Die Kanten sowie Blatt-, Muschel- und Flügelschmuck sind vergoldet. Der hölzerne Deckel des Taufsteins ersetzt eine ursprüngliche Steinabdeckung, die schon früh auf Grund ihres Gewichts ausgetauscht wurde. Das Taufbecken wurde vom Bauern und Schöffen Christoph Schrödel sowie seiner Ehefrau gestiftet und 1754 aufgestellt.

### Glocken
Die größte und schwerste Glocke wurde aus den umgeschmolzenen Trümmern einer beim Kirchenbrand 1547 zerstörten, älteren Glocke gegossen.
| Name            | Gussjahr | Gießer und Gussort                | Durchmesser (mm) | Masse (kg) | Schlagton   |
| --------------- | -------- | --------------------------------- | ---------------- | ---------- | ----------- |
| „Große Glocke“  | 1548     | Hans III. Glockengießer, Nürnberg | 1150             | 1155       | fis + 8/16  |
| „Kleine Glocke“ | 1590     | Christoph Glockengießer, Nürnberg | 870              | 455        | h1 + 5/16   |
| Premserglocke   | 1754     | Ernst Lösch, Roth                 | 940              | 560        | ais1 + 3/16 |